# Sunset (Louisiana)
Sunset is een plaats (town) in de Amerikaanse staat Louisiana, en valt bestuurlijk gezien onder St. Landry Parish.

## Bezienswaardigheden
- Chretien Point Plantation: een woonhuis op een katoenplantage uit de jaren 1830, gebouwd in opdracht van Hypolite Chrétien II. De voorzijde van het huis bestaat uit zes zuilen waarachter zich een open veranda en daarachter de woonvertrekken bevinden. Op het gelijkvloers zijn er drie kamers. Achteraan bevindt zich een loggia met daarin de trap naar de verdieping.[1]

## Demografie
Bij de volkstelling in 2000 werd het aantal inwoners vastgesteld op 2352.
In 2006 is het aantal inwoners door het United States Census Bureau geschat op 2562, een stijging van 210 (8.9%).

## Geografie
Volgens het United States Census Bureau beslaat de plaats een oppervlakte van
8,2 km², waarvan 8,1 km² land en 0,1 km² water. Sunset ligt op ongeveer 15 m boven zeeniveau.

## Plaatsen in de nabije omgeving
De onderstaande figuur toont nabijgelegen plaatsen in een straal van 16 km rond Sunset.